# Potalia
Potalia es un género con cuatro especies de plantas fanerógamas perteneciente a la familia Gentianaceae.  Comprende 10 especies descritas y de estas, solo 5 aceptadas.  Se distribuyen desde Costa Rica a Perú, Bolivia y Brasil.

## Descripción
Son arbustos o árboles pequeños, generalmente simples, completamente glabros. Hojas opuestas, conectadas en la base por una línea estipular conspicua; lámina oblanceolada, coriácea, penninervada, verde oscuro en el haz, mucho más pálido en el envés, la vena media gruesa, realzada en el envés, las nervaduras secundarias mucho menos prominentes, la base atenuada, decurrente en el pecíolo, los márgenes enteros, el ápice agudo a abruptamente cuspidado. Inflorescencia en cima corimbosa terminal aplanada, las flores numerosas cortamente pediceladas. Flores con los lobos del cáliz 4, redondeados, imbricados; corola campanulada, blanca, verde o amarilla, los lobos 10, fuertemente imbricados, los ápices casi conniventes; estambres 10, incluidos, los filamentos connatos, formando una vaina membranácea; ovario superior, obovoide, el estilo corto, el estigma capitado. Bayas globosas, amarillas; semillas numerosas, oblongo-falcadas, finamente foveoladas. 

## Taxonomía
El género fue descrito por  Jean Baptiste Christophore Fusée Aublet y publicado en Histoire des Plantes de la Guiane Françoise 1: 394, pl. 151. 1775.

## Especies aceptadas
A continuación se brinda un listado de las especies del género Potalia aceptadas hasta marzo de 2014, ordenadas alfabéticamente. Para cada una se indica el nombre binomial seguido del autor, abreviado según las convenciones y usos.
- Potalia amara Struwe & V.A.Albert
- Potalia elegans
- Potalia maguireorum Struwe & V.A.Albert
- Potalia resinifera
- Potalia turbinata Struwe & V.A.Albert